# Straumfjorden (Steigen)
 For alternative betydninger, se Straumfjorden. (Se også artikler, som begynder med Straumfjorden)
Straumfjorden er en fjordarm af Sagfjorden i Hamarøy i  Nordland fylke i Norge, hvilket er en fjordarm fra Vestfjorden som udgår fra den sydlige del af Sagfjorden. Fjorden hed Storstraumfjord til langt op i 1980'erne og havde eget postnummer, 8292 Storstraumfjord. Fjorden går 4,5 kilometer i syd-sydøstlig retning fra indløbet mellem Hamnberget i vest og Sirines i øst og ind mod Straumfjordvatnet i fjordbunden.
Ved indløbet er der 1,9 kilometer fra vestsiden til østsiden, med en dybde på 45 de fleste steder. Fjorden smalner ind til ca. 30 meter ved bygden Store Straumfjorden, som ligger ca. 2,5 kilometer inde i fjorden. Fylkesvej 835 krydser fjorden ved bygden. Sydvest for broen er dybderne mellem 10-25 meter. Bredden over fjorden er på 100-500 meter.
I bunden af fjorden ligger udløbet til en ca. 130 meter lang, og ca. 10 meter bred, «strøm» som skiller fjorden fra Straumfjordvatnet som da bliver et brakvand i Straumfjorden.
I 1989 fik fjorden vejforbindelse til Europavej E6 gennem Steigentunnelen.